# Neomaso patagonicus
Neomaso patagonicus là một loài nhện trong họ Linyphiidae.
Loài này thuộc chi Neomaso. Neomaso patagonicus được Albert Tullgren miêu tả năm 1901.